# Gouvernement Martens II
 (juillet 2019).
Si vous disposez d'ouvrages ou d'articles de référence ou si vous connaissez des sites web de qualité traitant du thème abordé ici, merci de compléter l'article en donnant les références utiles à sa vérifiabilité et en les liant à la section « Notes et références ».
Royaume de Belgique
Martens I Martens III
Le gouvernement Martens II faisait suite au départ du FDF du gouvernement Martens I, du 23 janvier 1980 au 18 mai 1980. 
C'était une coalition de sociaux-chrétiens et socialistes.
Elle comptait 24 ministres et 8 secrétaires d'État.
Le gouvernement tiendra moins de trois mois et fera place au gouvernement Martens III, d'union nationale.

## Composition
| Fonction                                                                                  | Titulaire | Titulaire                | Parti |
| ----------------------------------------------------------------------------------------- | --------- | ------------------------ | ----- |
| Premier ministre                                                                          |           | Wilfried Martens         | CVP   |
| Vice-Premier ministre Ministre de la Défense nationale                                    |           | José Desmarets           | PSC   |
| Vice-Premier ministre Ministre des affaires économiques                                   |           | Willy Claes              | SP    |
| Vice-Premier ministre Ministre du Budget                                                  |           | Guy Spitaels             | PS    |
| Ministre de la Justice                                                                    |           | Renaat Van Elslande      | CVP   |
| Ministre des Affaires étrangères                                                          |           | Henri Simonet            | PS    |
| Ministre de la Prévoyance sociale et des Pensions                                         |           | Alfred Califice          | PSC   |
| Ministre de l'agriculture et des Classes Moyennes                                         |           | Albert Lavens            | CVP   |
| Ministre des Communications                                                               |           | Jos Chabert              | CVP   |
| Ministre de l'Éducation nationale                                                         |           | Jef Ramaekers            | SP    |
| Ministre de la Communauté néerlandaise                                                    |           | Rika De Backer-Van Ocken | CVP   |
| Ministre de la Santé publique et de l'Environnement                                       |           | Luc Dhoore               | CVP   |
| Ministre des Finances                                                                     |           | Gaston Geens             | CVP   |
| Ministre de la Région wallonne                                                            |           | Jean-Maurice Dehousse    | PS    |
| Ministre des Travaux publics                                                              |           | Guy Mathot               | PS    |
| Ministre du Commerce extérieur                                                            |           | Robert Urbain            | PS    |
| Ministre de la Coopération au Développement                                               |           | Mark Eyskens             | CVP   |
| Ministre de l'Emploi et du Travail                                                        |           | Roger De Wulf            | SP    |
| Ministre de l'Éducation nationale                                                         |           | Jacques Hoyaux           | PS    |
| Ministre de l'Intérieur et des Réformes institutionnelles et de la Politique scientifique |           | Georges Gramme           | PSC   |
| Ministre de la Région flamande                                                            |           | Marc Galle               | SP    |
| Ministre de la Communauté française                                                       |           | Michel Hansenne          | PSC   |
| Ministre des PTT                                                                          |           | André Baudson            | PS    |
| Ministre de la Région bruxelloise                                                         |           | Cécile Goor-Eyben        | PSC   |
| Secrétaire d'État à la Région bruxelloise                                                 |           | Guy Cudell               | PS    |
| Secrétaire d'État à la Région flamande                                                    |           | Paul Akkermans           | CVP   |
| Secrétaire d'État à la Communauté néerlandaise                                            |           | Rika Steyaert            | CVP   |
| Secrétaire d'État à la Région bruxelloise                                                 |           | Lydia de Pauw            | SP    |
| Secrétaire d'État à la Région flamande                                                    |           | Daniël Coens             | CVP   |
| Secrétaire d'État à la Région wallonne                                                    |           | Bernard Anselme          | PS    |
| Secrétaire d'État à la Communauté française                                               |           | André Degroeve           | PS    |
| Secrétaire d'État à la Région wallonne                                                    |           | Philippe Maystadt        | PSC   |